# Batthyány tér (metropolitana di Budapest)
Batthyány tér è una stazione della metropolitana di Budapest e della ferrovia suburbana HÉV, distanti pochi metri l'una dall'altra.
La stazione della metropolitana si trova sul percorso della linea M2, mentre quella della HÉV è il capolinea della linea H5 che giunge fino alla cittadina di Szentendre.
Entrambe sono situate sotto l'omonima piazza, intitolata al cancelliere Lajos Batthyány, e si trova di fronte al Parlamento ungherese sulla sponda opposta del fiume Danubio.
La stazione della metropolitana aprì i battenti nel 1973, in contemporanea con l'estensione della linea M2 fino a Déli pályaudvar.

## Tempi di percorrenza
| Linea | Capolinea       | Tempo  |
| M2    | Déli pályaudvar | 3 min  |
| M2    | Deák Ferenc tér | 3 min  |
| M2    | Örs vezér tere  | 15 min |